# Übersicht der Listen der Naturdenkmale im Rhein-Lahn-Kreis
Die Übersicht der Listen der Naturdenkmale im Rhein-Lahn-Kreis nennt die Listen und die Anzahl der Naturdenkmale in den Städten und Gemeinden im rheinland-pfälzischen Rhein-Lahn-Kreis. Die Listen enthalten neben 43 im Landschaftsinformationssystem der Naturschutzverwaltung Rheinland-Pfalz verzeichneten auch 42 ehemalige Naturdenkmale.

## Verbandsgemeinde Aar-Einrich
In den 31 verbandsangehörigen Gemeinden der Verbandsgemeinde Aar-Einrich sind 6 Naturdenkmale sowie 6 ehemalige Naturdenkmale verzeichnet.
| Ort             | Naturdenkmalliste                                      | Naturdenkmale | ehemalige Naturdenkmale |
| --------------- | ------------------------------------------------------ | ------------- | ----------------------- |
| Berndroth       | Liste der Naturdenkmale in Berndroth                   | 1             |                         |
| Bremberg        | Liste der Naturdenkmale in Bremberg (Rhein-Lahn-Kreis) | 1             |                         |
| Ebertshausen    | Liste der Naturdenkmale in Ebertshausen                | 1             |                         |
| Flacht          | Liste der Naturdenkmale in Flacht                      | 1             | 1                       |
| Gutenacker      | Liste der Naturdenkmale in Gutenacker                  | 0             | 1                       |
| Katzenelnbogen  | Liste der Naturdenkmale in Katzenelnbogen              | 1             | 1                       |
| Klingelbach     | Liste der Naturdenkmale in Klingelbach                 | 1             |                         |
| Kördorf         | Liste der Naturdenkmale in Kördorf                     | 0             | 1                       |
| Mittelfischbach | Liste der Naturdenkmale in Mittelfischbach             | 0             | 1                       |
| Netzbach        | Liste der Naturdenkmale in Netzbach                    | 0             | 1                       |

In Allendorf, Berghausen, Biebrich, Burgschwalbach, Dörsdorf, Eisighofen, Ergeshausen, Hahnstätten, Herold, Kaltenholzhausen, Lohrheim, Mudershausen, Niederneisen, Niedertiefenbach, Oberfischbach, Oberneisen, Reckenroth, Rettert, Roth, Schiesheim und Schönborn sind keine Naturdenkmale verzeichnet.

## Verbandsgemeinde Bad Ems
In den 9 verbandsangehörigen Gemeinden der Verbandsgemeinde Bad Ems sind 5 Naturdenkmale sowie 8 ehemalige Naturdenkmale verzeichnet.
| Ort      | Naturdenkmalliste                   | Naturdenkmale | ehemalige Naturdenkmale |
| -------- | ----------------------------------- | ------------- | ----------------------- |
| Bad Ems  | Liste der Naturdenkmale in Bad Ems  | 3             | 7                       |
| Dausenau | Liste der Naturdenkmale in Dausenau | 2             |                         |
| Nievern  | Liste der Naturdenkmale in Nievern  | 0             | 1                       |

In Arzbach, Becheln, Fachbach, Frücht, Kemmenau und Miellen sind keine Naturdenkmale verzeichnet.

## Verbandsgemeinde Diez
In den 23 verbandsangehörigen Gemeinden der Verbandsgemeinde Diez sind 10 Naturdenkmale sowie 9 ehemalige Naturdenkmale verzeichnet.
| Ort          | Naturdenkmalliste                                        | Naturdenkmale | ehemalige Naturdenkmale |
| ------------ | -------------------------------------------------------- | ------------- | ----------------------- |
| Balduinstein | Liste der Naturdenkmale in Balduinstein                  | 0             | 1                       |
| Cramberg     | Liste der Naturdenkmale in Cramberg                      | 0             | 1                       |
| Diez         | Liste der Naturdenkmale in Diez                          | 4             | 2                       |
| Eppenrod     | Liste der Naturdenkmale in Eppenrod                      | 2             | 2                       |
| Geilnau      | Liste der Naturdenkmale in Geilnau                       | 1             |                         |
| Gückingen    | Liste der Naturdenkmale in Gückingen                     | 0             | 1                       |
| Hirschberg   | Liste der Naturdenkmale in Hirschberg (Rhein-Lahn-Kreis) | 1             |                         |
| Horhausen    | Liste der Naturdenkmale in Horhausen (Nassau)            | 1             |                         |
| Isselbach    | Liste der Naturdenkmale in Isselbach                     | 1             | 1                       |
| Wasenbach    | Liste der Naturdenkmale in Wasenbach                     | 0             | 1                       |

In Altendiez, Aull, Birlenbach, Charlottenberg, Dörnberg, Hambach, Heistenbach, Holzappel, Holzheim, Langenscheid, Laurenburg, Scheidt und Steinsberg sind keine Naturdenkmale verzeichnet.

## Lahnstein
In der verbandsfreien Stadt Lahnstein sind keine Naturdenkmale verzeichnet.

## Verbandsgemeinde Loreley
In den 22 verbandsangehörigen Gemeinden der Verbandsgemeinde Loreley sind 6 Naturdenkmale sowie 6 ehemalige Naturdenkmale verzeichnet.
| Ort           | Naturdenkmalliste                                    | Naturdenkmale | ehemalige Naturdenkmale |
| ------------- | ---------------------------------------------------- | ------------- | ----------------------- |
| Bornich       | Liste der Naturdenkmale in Bornich                   | 1             |                         |
| Dachsenhausen | Liste der Naturdenkmale in Dachsenhausen             | 1             |                         |
| Dörscheid     | Liste der Naturdenkmale in Dörscheid                 | 0             | 1                       |
| Kaub          | Liste der Naturdenkmale in Kaub                      | 1             |                         |
| Lierschied    | Liste der Naturdenkmale in Lierschied                | 0             | 1                       |
| Osterspai     | Liste der Naturdenkmale in Osterspai                 | 2             |                         |
| Prath         | Liste der Naturdenkmale in Prath                     | 0             | 1                       |
| Sauerthal     | Liste der Naturdenkmale in Sauerthal                 | 0             | 1                       |
| Weisel        | Liste der Naturdenkmale in Weisel (Rhein-Lahn-Kreis) | 1             | 2                       |

In Auel, Braubach, Dahlheim, Filsen, Kamp-Bornhofen, Kestert, Lykershausen und Nochern sind keine Naturdenkmale verzeichnet.

## Verbandsgemeinde Nassau
In den 19 verbandsangehörigen Gemeinden der Verbandsgemeinde Nassau sind 9 Naturdenkmale sowie 5 ehemalige Naturdenkmale verzeichnet.
| Ort            | Naturdenkmalliste                            | Naturdenkmale | ehemalige Naturdenkmale |
| -------------- | -------------------------------------------- | ------------- | ----------------------- |
| Dienethal      | Dienethal                                    | 1             |                         |
| Dornholzhausen | Dornholzhausen                               | 0             | 1                       |
| Lollschied     | Liste der Naturdenkmale in Lollschied        | 1             |                         |
| Misselberg     | Liste der Naturdenkmale in Misselberg        | 2             |                         |
| Nassau         | Liste der Naturdenkmale in Nassau (Lahn)     | 2             |                         |
| Oberwies       | Liste der Naturdenkmale in Oberwies          | 0             | 1                       |
| Schweighausen  | Liste der Naturdenkmale in Schweighausen     | 2             | 1                       |
| Seelbach       | Liste der Naturdenkmale in Seelbach (Nassau) | 1             |                         |
| Singhofen      | Liste der Naturdenkmale in Singhofen         | 0             | 1                       |
| Zimmerschied   | Liste der Naturdenkmale in Zimmerschied      | 0             | 1                       |

In Attenhausen, Dessighofen, Geisig, Hömberg, Obernhof, Pohl, Sulzbach, Weinähr und Winden sind keine Naturdenkmale verzeichnet.

## Verbandsgemeinde Nastätten
In den 32 verbandsangehörigen Gemeinden der Verbandsgemeinde Nastätten sind 7 Naturdenkmale sowie 8 ehemalige Naturdenkmale verzeichnet.
| Ort            | Naturdenkmalliste                                           | Naturdenkmale | ehemalige Naturdenkmale |
| -------------- | ----------------------------------------------------------- | ------------- | ----------------------- |
| Berg           | Liste der Naturdenkmale in Berg (Taunus)                    | 1             |                         |
| Bogel          | Liste der Naturdenkmale in Bogel                            | 0             | 1                       |
| Diethardt      | Liste der Naturdenkmale in Diethardt                        | 2             | 1                       |
| Endlichhofen   | Liste der Naturdenkmale in Endlichhofen                     | 1             |                         |
| Himmighofen    | Liste der Naturdenkmale in Himmighofen                      | 1             |                         |
| Kasdorf        | Liste der Naturdenkmale in Kasdorf                          | 0             | 1                       |
| Marienfels     | Liste der Naturdenkmale in Marienfels                       | 1             |                         |
| Miehlen        | Liste der Naturdenkmale in Miehlen                          | 0             | 2                       |
| Nastätten      | Liste der Naturdenkmale in Nastätten                        | 1             |                         |
| Oberwallmenach | Liste der Naturdenkmale in Oberwallmenach                   | 0             | 1                       |
| Oelsberg       | Liste der Naturdenkmale in Oelsberg                         | 0             | 1                       |
| Ruppertshofen  | Liste der Naturdenkmale in Ruppertshofen (Rhein-Lahn-Kreis) | 0             | 1                       |

In Bettendorf, Buch, Ehr, Eschbach, Gemmerich, Hainau, Holzhausen an der Haide, Hunzel, Kehlbach, Lautert, Lipporn, Niederbachheim, Niederwallmenach, Oberbachheim, Obertiefenbach, Rettershain, Strüth, Weidenbach, Welterod und Winterwerb sind keine Naturdenkmale verzeichnet.